# Sismo do Mar Egeu de 2020
O sismo do Mar Egeu de 2020 foi um sismo catastrófico de magnitude entre 6,6 e 7,0 que ocorreu às 14h51 UTC+3 e às 8h51 UTC-3 do dia 30 de outubro de 2020. Segundo o USGS, o seu epicentro situou-se no Mar Egeu, a 33,5 km da costa, a uma profundidade entre 10 a 21 km. No entanto, informações passadas pelo Centro Sismológico Euro-Mediterrânico, relatam o epicentro a 17 km de distância da costa, a uma profundidade de 16 km.

## Causas do sismo
Este sismo ocorreu como resultado de uma falha normal em uma profundidade da crosta rasa dentro da placa tectônica da Eurásia no Mar Egeu Oriental, a solução do mecanismo focal indica que o sismo ocorreu em uma falha normal de mergulho moderado que atingiu o leste ou oeste. Este mecanismo indica a extensão orientada norte-sul que é comum no Mar Egeu. A tectônica na região em torno deste abalo é relativamente complexa; ao sul, a litosfera da África (Núbia) subduz para o norte abaixo da placa da Eurásia na Trincheira Helênica; a leste, a microplaca da Anatólia (parte da Eurásia) se move em uma direção geral para o oeste, levando a falha lateral direita ao longo de seu limite norte, a Falha da Anatólia Norte, e falha lateral esquerda no sudeste da Turquia, no oeste da Turquia e na região do Mar Egeu, sismos históricos demonstram uma mistura de soluções de mecanismo focal de falha extensional e transtensional. O sismo de 30 de outubro de 2020 produziu falhas normais quase puras e é amplamente consistente com os sismos anteriores na região. O local do evento de 30 de outubro de 2020 é cerca de 250 km ao norte do limite da placa principal mais próximo, onde a placa africana se move para o norte a uma taxa de aproximadamente 10 mm/ano em relação à Eurásia; este sismo é, portanto, considerado um sismo intraplaca.

## Os danos
Danos ocorreram em várias partes da Grécia e Turquia, especialmente em Esmirna, na Turquia, onde aproximadamente 17 a 20 prédios colapsaram, na Ilha de Samos, na Grécia, um muro desabou e vitimou 2 pessoas.

## Óbitos
119 mortos, 1 053 feridos, 15 000 desabrigados.

## Tsunami
O sismo causou inundações e alertas de tsunami, nas cidades de Esmirna e Seferihisar, o tsunami devastou ruas e causou inundações, em vídeos postados na rede social Twitter, era possível ver o recuo do mar, e logo após vídeos do tsunami foram postados, foi possível ver detritos das construções sendo levados pelas ondas.

## Reações
Após o sismo, as autoridades da Turquia e Grécia trocaram condolências e também ofereceram ajuda, tanto que o premiê grego telefonou ao presidente turco Recep Tayyip Erdogan. "Quaisquer que sejam nossas diferenças, estes são tempos em que nossos povos precisam permanecer juntos" disse Kyriakos Mitsotakis, o premiê da Grécia e o presidente turco Recep Tayyip Erdogan, disse "A Turquia também está sempre pronta para ajudar a Grécia a curar suas feridas. Esses dois vizinhos mostram que solidariedade em tempos difíceis é mais valioso do que muita coisa na vida".
O Ministério das Relações Exteriores do Brasil espediu a seguinte nota:
O governo brasileiro tomou conhecimento do abalo que atingiu o Mar Egeu, em 30 de outubro, impactando a Turquia e a Grécia, causando mortes e centenas de feridos, além de perdas materiais. O governo brasileiro expressa pesar e condolências aos familiares das vítimas e manifesta ao povo e ao governo da Grécia e da Turquia sua solidariedade. Até o momento, não há registro de brasileiros vitimados pelo abalo sísmico. O Itamaraty seguirá acompanhando a situação por meio do Consulado-Geral em Istambul e da Embaixada em Atenas.
O primeiro-ministro japonês Yoshihide Suga enviou o presidente turco Recep Tayyip Erdogan.
“Em nome do governo e do povo do Japão, expresso minhas sinceras condolências às famílias das vítimas e desejo uma rápida recuperação para as pessoas afetadas pelo terremoto.
O primeiro-ministro da Somália, Mohamed Hussein Roble, telefonou para o vice-presidente Fuat Oktay e comunicou seu desejo de recuperação à nação turca.
O Ministério das Relações Exteriores da Argentina emitiu uma mensagem de condolências pelas fatalidades no terremoto.

## Resgate das vítimas
Este sismo tem provocado resgates que estão comovendo o mundo, uma menina de 3 anos foi resgatada nos escombros de um prédio caído após 65 horas, pela equipe de resgate, e assim que pôde pediu aos socorristas bolinho de carne e iogurte, e outra criança de 4 anos foi resgatada após 4 dias nos escombros, um gato também foi salvo pela equipe de resgate.